# Canton de Saint-Agnant
Le canton de Saint-Agnant est une ancienne division administrative française située dans le département de la Charente-Maritime et la région Poitou-Charentes.

## Géographie
Ce canton était organisé autour de Saint-Agnant dans l'arrondissement de Rochefort. Son altitude variait de 0 m (Échillais) à 40 m (Champagne) pour une altitude moyenne de 14 m.

## Représentation

### Conseillers d'arrondissement (de 1833 à 1940)
Le canton de Saint-Agnant faisait partie de l'arrondissement de Marennes jusqu'à sa disparition en 1926.
| Période                                  | Période      | Identité               | Étiquette   | Qualité |
| ---------------------------------------- | ------------ | ---------------------- | ----------- | --- |
| 1833                                     | 1839         | M. Favre               |             | Propriétaire à Saint-Agnant                                                                                 |
| 1839                                     | 1852         | Léon Gélineau          |             | Procureur du Roi à Bressuire (Deux-Sèvres)                                                                  |
| 1852                                     | 1855         | M. Thibaud             |             | Capitaine de vaisseau                                                                                       |
| 1855                                     | 1858         | Joseph Benjamin Saucon |             | Juge de paix à Saint-Agnant                                                                                 |
|                                          |              |                        |             | |
|                                          | 1891 (décès) | Émile Figier           |             | Agriculteur à Saint-Jean-d'Angle                                                                            |
| 1891                                     |              | Hippolyte Leclerc      | Républicain | Médecin, maire de Soubise                                                                                   |
|                                          |              |                        |             | |
| 1919                                     | 1940         | Germain Bonnet         | Radical     | Négociant en grains à Saint-Agnant                                                                          |
| 1940                                     |              |                        |             | Les conseils d'arrondissement ont été suspendus par la loi du 12 octobre 1940 et n'ont jamais été réactivés |
| Les données manquantes sont à compléter. |              |                        |             | |

### Conseillers généraux de 1833 à 2015
- De 1833 à 1848, les cantons de Marennes et de Saint-Agnant avaient le même conseiller général. Le nombre de conseillers généraux était limité à 30 par département.

| Période | Période      | Identité                             | Étiquette             | Qualité |
| ------- | ------------ | ------------------------------------ | --------------------- | --- |
| 1833    | 1838         | Jacques-Philippe Senné               | Opposition dynastique | Médecin, maire de Saint-Just (1806-1840), député (1831-1834)                                                                              |
| 1839    | 1852         | Marquis Prosper de Chasseloup-Laubat | Droite                | Conseiller d’État Député (1837-1848 et 1849-1851)                                                                                         |
| 1848    | 1852         | Hippolyte Dutouquet                  |                       | Médecin, maire de Saint-Agnant |
| 1852    | 1858         | Léon Gélineau                        |                       | Procureur impérial à Parthenay, conseiller d'arrondissement                                                                               |
| 1858    | 1865 (décès) | Joseph-Benjamin Saucon               |                       | Juge de paix à Saint-Agnant, conseiller d'arrondissement                                                                                  |
| 1866    | 1884 (décès) | Adrien Chevallier                    | Républicain           | Médecin, maire de Saint-Agnant |
| 1884    | 1889         | Victor Chevallier                    | Républicain           | Médecin à Saint-Agnant |
| 1889    | 1895         | Georges Bugeau                       | Droite monarchiste    | Avocat, maire de Fouras |
| 1895    | 1911 (décès) | Victor Chevallier                    | Républicain           | Médecin à Saint-Agnant |
| 1911    | 1919         | Gustave Latreuille                   | RG                    | Propriétaire à Saint-Jean-d'Angle |
| 1919    | 1940         | William Émon                         | Rad.                  | Médecin Maire de Soubise (1910-1948) |
|         |              |                                      |                       | |
| 1945    | 1949         | William Émon                         | Rad.                  | Médecin Maire de Soubise (1910-1948) |
| 1949    | 1958         | Mme Camille Émon                     | Rad.ind.              | Sage-femme Maire de Soubise (1948-1953)                                                                                                   |
| 1958    | 1994         | Henri Drouet (1924-2004)             | DVD puis RPR          | Notaire Maire de Soubise (1955-1995) |
| 1994    | 2008         | Didier Quentin                       | RPR                   | Ministre plénipotentiaire Conseiller régional Vice-Président du Conseil Général Député depuis 1997 Maire de Royan (2008-2017)             |
| 2008    | 2015         | Robert Chatelier                     | UMP                   | Ancien agriculteur et entrepreneur de travaux publics Maire de Soubise (1995-2019) Président de la Communauté de communes du sud-charente |

## Composition
Le canton de Saint-Agnant regroupait onze communes et comptait 13 649 habitants (recensement de 2006).
| Communes                      | Population (2012) | Code postal | Code Insee |
| ----------------------------- | ----------------- | ----------- | ---------- |
| Beaugeay                      | 542               | 17620       | 17036      |
| Champagne                     | 596               | 17620       | 17083      |
| Échillais                     | 2 894             | 17620       | 17146      |
| La Gripperie-Saint-Symphorien | 446               | 17620       | 17184      |
| Moëze                         | 518               | 17780       | 17237      |
| Saint-Agnant                  | 2 285             | 17620       | 17308      |
| Saint-Froult                  | 262               | 17780       | 17329      |
| Saint-Jean-d'Angle            | 534               | 17620       | 17348      |
| Saint-Nazaire-sur-Charente    | 1 023             | 17780       | 17375      |
| Soubise                       | 2 744             | 17780       | 17429      |
| Port-des-Barques              | 1 805             | 17730       | 17484      |

## Démographie
| 1962  | 1968  | 1975  | 1982  | 1990   | 1999   | 2006   | 2011   | 2012   |
| ----- | ----- | ----- | ----- | ------ | ------ | ------ | ------ | ------ |
| 7 176 | 7 308 | 7 819 | 9 995 | 10 545 | 11 188 | 13 649 | 15 190 | 15 461 |